# آلپ و پیش‌آلپ پروانس
آلپ و پیش‌آلپ پروانس (فرانسوی: Alpes et Préalpes de Provence‎) نام کوهستانی است در بخش جنوب غربی رشته‌کوه آلپ. 
این کوهستان در پروانس-آلپ-کوت دازور در فرانسه قرار دارد.
آلپ و پیش‌آلپ پروانس ناحیه جنوب غربی کوهستان پیش‌آلپ فرانسه را دربر می‌گیرد.
پروانس نام ناحیه‌ای تاریخی و امروزه بخشی از ناحیه پروانس-آلپ-کوت دازور است.